# سونیا بنت
سونیا بنت (انگلیسی: Sonja Bennett؛ زادهٔ ۲۴ اوت ۱۹۸۰) بازیگر و فیلم‌نامه‌نویس اهل کانادا است. وی از سال ۲۰۰۲ میلادی تاکنون مشغول فعالیت بوده‌است.
از فیلم‌ها یا برنامه‌های تلویزیونی که وی در آن نقش داشته‌است می‌توان به زندگی‌ام بدون من، جایی که حقیقت دروغ می‌گوید، بالاترین نمره، جوخه سرد، مرثیه، کنترل-آلت-دیلیت، بتل‌استار گالاکتیکا، غیب‌گو، منطقه مرده، جین تسکین‌یافته، انگیزه، ظهور سیاره میمون‌ها و مه اشاره کرد.